# Долни-Вит
Долни-Вит (болг. Долни Вит) — село в Болгарии. Находится в Плевенской области, входит в общину Гулянци. Население составляет 515 человек.

## Политическая ситуация
В местном кметстве Долни-Вит, в состав которого входит Долни-Вит, должность кмета (старосты) исполняет Красимир Димитров Янчев (Болгарская социал-демократия (БСД)) по результатам выборов.
Кмет (мэр) общины Гулянци — Лучезар Петков Яков (Болгарская социалистическая партия (БСП)) по результатам выборов.